# Petrus Brodersonius
Petrus Brodersonius född i Unnaryds församling, död mellan 9 till 19 oktober 1687 i Stenbrohults församling, Kronobergs län, var en svensk präst.

## Biografi
Petrus Brodersonius föddes i Unnaryds församling. Han var son till Brodde och Botela på Getterhult. Brodersonius blev 1646 student vid Uppsala universitet och kallade sig under studietiden Petrus Broderi Underus (Unberg). Han prästvigdes omkring 1651 och blev komminister i Stenbrohults församling. Brodersonius blev 1658 komminister i Södra Ljunga församling och senare samma år krigspräst vid Kronobergs regemente. År 1660 blev han kyrkoherde i Stenbrohults församling, tillträdde 1661. Han avled 1687 i Stenbrohults församling.

### Familj
Brodersonius gifte sig med Kirstin Torgersdotter Kleen. Hon var dotter till kyrkoherden Nicolaus Torgeri Kleen och Ingrid Matthisdotter i Stenbrohults församling. De fick tillsammans barnen kyrkoherden Samuel Broderzonius (1658–1707) i Stenbrohults församling, komministern Nikolaus Brodersonius i Gryteryds församling, klockaren Bror Brodersonius (1666–1738) i Stenbrohults församling, Märta Broderia som gifte sig med bonden Samuel Månsson i Kvarnatorp, Kirsin Broders som gifte sig med en bonde i Sälhult och flera barn som dog i ung ålder.